# Spencer Butterfield
Spencer Darren Butterfield (Provo, 11 ottobre 1992) è un cestista statunitense, professionista in Europa.

## Carriera
Dopo il college trascorso tra lo Yuba Community College e la Università statale dello Utah (12,6 punti di media in due anni), si accasa al Club Melilla Baloncesto, squadra militante nella LEB spagnola, concludendo la stagione a 10 punti di media. Il 21 agosto 2015 firma per la stagione successiva in Lituania con lo Juventus Utena, dove debutta in FIBA Europe Cup. Nella stagione 2016/2017 si trasferisce in Francia con il Nanterre 92, club militante nella Pro A e vincitrice della FIBA Europe Cup 2016-2017. Proprio durante questa competizione, Butterfield, nella partita vinta contro l'Uşak Sportif il 14 marzo, pareggia il record di punti segnati in una sola partita (39) e ne stabilisce uno per numero di triple segnate (11/13). Nella stessa stagione vince inoltre la Coppa di Francia e partecipa all'All-Star Game. Il 25 luglio 2017 firma con l'Alba Berlino, sbarcando così nella Basketball Bundesliga. La stagione successiva è in Italia alla Pallacanestro Reggiana, con cui firma un biennale con opzione bilaterale di uscita al termine della prima stagione, ma dopo sole quattro partite, il 4 dicembre, a causa di un infortunio alla gamba, decide di risolvere il contratto.
L’11 dicembre 2018 dichiara di essere diventato un agente immobiliare e che, almeno per la stagione corrente, non avrebbe più giocato a pallacanestro. Il 5 luglio 2019 viene tesserato dal Nanterre 92, facendo così ritorno dopo due anni nel club francese.

## Palmarès

### Squadra
- Coppa di Francia: 1

Nanterre 92: 2016-2017
- FIBA Europe Cup: 1

Nanterre 92: 2016-2017
- Coppa del Belgio: 1

Anversa Giants: 2023

### Individuale
- MVP finals Coppa del Belgio: 1

2023